# إيان كوكس
إيان كوكس (بالإنجليزية: Ian Cox)‏ (مواليد 25 مارس 1971) هو لاعب كرة قدم. يلعب مع منتخب ترينيداد وتوباغو لكرة القدم. سبق له أن لعب في كأس العالم لكرة القدم مع منتخب بلاده.

## روابط خارجية
- إيان كوكس على موقع قاعدة بيانات كرة القدم.إي يو (الإنجليزية)
- إيان كوكس على موقع ناشيونال فوتبول تيمز (الإنجليزية)
- إيان كوكس على موقع Soccerbase.com (لاعب) (الإنجليزية)
- إيان كوكس على موقع عالم كرة القدم.نت (الإنجليزية)